# Agriocnemis carmelita
Agriocnemis carmelita е вид водно конче от семейство Coenagrionidae.

## Разпространение
Видът е разпространен във Виетнам.